# Feng Youlan
Feng Youlan (馮友蘭T, 冯友兰S, Féng YǒulánP, Feng Yu-lanW; Contea di Tanghe, 4 dicembre 1895 – Pechino, 26 novembre 1990) è stato un filosofo e storico cinese.

## Biografia
Feng Youlan nacque in un'importante famiglia della contea di Tanghe. Durante i corsi di ammissione all'Università di Shanghai ebbe modo di studiare su libri di testo in lingua inglese e di avvicinarsi alla filosofia occidentale. Dal 1915 al 1918 studiò filosofia all'Università di Pechino, dove si approcciò allo studio del pensiero di Henri Bergson e del neorealismo filosofico associato al William Pepperell Montague, Qui incontrò Hu Shi e Liang Shuming, esponenti del movimento per la nuova cultura della Repubblica di Cina che si opponeva al confucianesimo tradizionale.
Come Hu Shi, Fengl Youlan studiò alla Columbia University con John Dewey e restò impressionato dall'avanzamento tecnologico e sociale degli Stati Uniti, concludendo che il pensiero occidentale fosse analitico, riduzionista e all'avanguardia, in contrasto con la filosofia orientale di tipo contemplativo e olistico. Dopo gli studi di dottorato tornò in Cina e insegnò filosofia in diversi atenei, come l'Università Tsinghua. In occasione di una visita in Unione Sovietica nel 1934 si avvicinò al comunismo, e ciò gli costò una breve detenzione sotto il governo nazionalista di Chiang Kai-shek. Con lo scoppio della seconda guerra sino-giapponese tentò di preservare il patrimonio filosofico della sua nazione, giustificando in una serie di libri le azioni del Movimento Nuova Vita di Chiang Kai-shek.
Con la rivoluzione comunista cinese Feng Youlan continuò il suo lavoro di sintesi tra filosofia cinese e filosofia occidentale, non più associandolo ai valori del precedente governo nazionalista, bensì ai nuovi valori marxisti del Partito Comunista Cinese. Molti dei suoi seguaci restarono delusi da tale scelta e si dissociarono fondando delle enclavi all'interno del nuovo confucianesimo in ambito accademico.
Nonostante Feng Youlan fosse allineato al regime comunista, riteneva che alcuni concetti confuciani potessero avere un certo valore nella società moderna, come il concetto di ren ("benevolenza"), che per secoli aveva distolto le masse dalla lotta di classe. Durante la rivoluzione culturale fu preso di mira da Mao Zedong, tuttavia fu riabilitato dalla moglie Jiang Qing, che lo introdusse tra i sostenitori della sua campagna anticonfuciana tra il 1973 e il 1976. Dopo la morte di Mao e l'arresto di Jiang Qing, Feng Youlan perse la sua "reputazione" (mianzi) e la libertà, che riottenne negli anni '80. Non riuscì a completare il manoscritto Storia della filosofia cinese, in quanto morì nel 1990.
In patria Feng Youlan è considerato uno dei pochi filosofi originali cinesi del XX secolo. Secondo i suoi estimatori, le sue opere sono la prova che i valori confuciani si possono reinventare in epoca moderna. Tuttavia in Occidente è conosciuto prevalentemente per la sua Storia della filosofia cinese, tradotta in più lingue. L'opera è considerata un testo indispensabile per la comprensione della filosofia cinese, pur tuttavia ricevendo critiche di imparzialità a favore della visione confuciana rispetto al buddhismo e al taoismo.
Per quanto Feng Youlan stesso si considerasse un filosofo, il mondo accademico occidentale lo ritiene uno storico e l'interesse per la sua figura è suscitato prevalentemente dalla turbolenta epoca in cui visse.

## Opere

### Tradotte in italiano
- La Cina preconfuciana, Il 'Libro delle mutazioni', Naturalisti cinesi, L'umilta taoista, La sofistica cinese, Hsun-tse, Milano, Istituto culturale Italo-Cinese, 1956
- Confucianesimo e taoismo, parte di Storia della filosofia orientale, Milano, Feltrinelli, 1981
- Storia della filosofia cinese, a cura di Derk Bodde, Milano, Mondadori, 1990

### In cinese
- Lun Kong Qiu, Pechino, Renmin chubanshe, 1975
- Xin li xue, Pechino, Sheng huo, 2007
- Xin zhi yan, Pechino, Sheng huo, 2007
- Xin yuan ren, Pechino, Sheng huo, 2007
- Zhongguo zhexueshi wenlun ji, Shanghai, Shanghai Renmin, 1958